# Товмасян, Артур Эдмарович
Артур Эмарович Товмасян (укр. Артур Едмарович Товмасян; род. 1 марта 1981, пгт Першотравневое, Донецкая область) — украинский государственный деятель, председатель Харьковской районной государственной администрации (2020) и председатель Харьковского областного совета (с 11 декабря 2020 до 19 августа 2021). После возбуждения уголовного дела по подозрению в вымогательстве взятки в размере 1 млн гривен, написал заявление о сложении полномочий. 

## Биография
Окончил Национальную юридическую академию Украины им. Ярослава Мудрого, Харьковскую национальную академию городского хозяйства и Харьковский институт государственного управления Национальной академии государственного управления при Президенте Украины.
2000-2002 - юрист-консультант ОАО «Азовский» в городе Мариуполь, Донецкой области. 2005-2007 - начальник Государственной исполнительной службы в Жовтневом районе Мариуполя.
В сентябре 2014 был советником председателя Харьковской областной государственной администрации по обеспечению деятельности председателя и заместителей председателя. 2014-2017 - заместитель начальника Харьковского управления юстиции Главного управления юстиции в Харьковской области.
В марте 2018 года – заместитель начальника главного территориального управления юстиции по вопросам государственной исполнительной службы – начальник Управления государственной исполнительной службы Главного территориального управления юстиции в Запорожской области.
2018-2019 – заместитель начальника главного территориального управления юстиции по вопросам государственной исполнительной службы – начальником Управления государственной исполнительной службы Главного территориального управления юстиции в Харьковской области.
С 15 апреля по 18 декабря 2020 - председатель Харьковской районной государственной администрации.
В октябре 2020 избран депутатом Харьковского областного совета от партии «Слуга народа».
С 11 декабря 2020 по 19 августа 2021 года - председатель Харьковского областного совета.
В сентябре 2021 года избран вице-президентом Ассоциации органов местного самоуправления Харьковской области.

## Расследование
22 июля 2021 Товмасяна и его заместителя Андрея Малыша задержали во время получения последней части взятки. 26 июля в кабинете Товмасяна и по месту его жительства провели обыски.
4 августа 2021 года Товмасяну вручили подозрение в получении взятки в размере 1,05 млн грн. Деньги они требовали, чтобы оставить в должности Сергея Шпаркого, руководителя областного коммунального предприятия, учредителем которого Харьковский областной совет. Деньги передавали адвокату Руслану Табанашу, который был посредником. Среди доказательств следствия: свидетельские показания, изъятые средства и данные с мобильного телефона.
Высший антикоррупционный суд избрал Товмасяну меру пресечения в виде залога в 2,9 млн грн. 18 августа 2021 Артур Товмасян подал в отставку с должности председателя Харьковского областного совета. Депутаты Харьковского областного совета 19 августа 2021 года поддержали решение об увольнении Артура Товмасяна с должности.